# George Boateng
George Boateng (Nkawkaw, Ghana, 5 de septiembre de 1975) es un exfutbolista ghanés naturalizado neerlandés. Jugaba de centrocampista y su último equipo fue el T-Team de la Superliga de Malasia. Actualmente es asistente técnico de Mark Robbins en el Coventry City Football Club de la EFL Championship.

## Trayectoria
Boateng nació en Ghana y emigró de joven a los Países Bajos. En 1994 debutó con el SBV Excelsior en la Eerste Divisie y al año siguiente fichó por el Feyenoord, donde rápidamente se hizo con un sitio en el once titular. Sus buenas actuaciones llamaron la atención del Coventry City, que lo incorporó a sus filas en enero de 1998 por 220.000 libras esterlinas. Tras una temporada y media ficha por el Aston Villa por 4'5 millones. Con los villanos jugó 135 partidos, incluyendo la final de la FA Cup de 2000 que perdió ante el Chelsea FC.
En 2002 es vendido al Middlesbrough FC por 5 millones. Con el Boro disputó 223 partidos, entre ellos la final de la League Cup de 2004, que supuso el primer título de la historia del Middlesbrough, y la final de la Copa de la UEFA 2005-06. El 21 de julio de 2006 es nombrado capitán del equipo, reemplazando a Gareth Southgate. El 10 de julio de 2008 es traspasado al Hull City. Tras el descenso en 2010 abandona el club y, tras negociar con el Celtic FC y el West Bromwich Albion, firma con el Skoda Xanthi griego. Solo pasa una campaña en la Ελλάδα Superleague y el 21 de julio de 2011 se anuncia que firma por una temporada con el Nottingham Forest. Debuta el 23 de julio en un amistoso contra el VfB Stuttgart con victoria 1-2.

## Selección nacional
Aunque nació en Ghana ha sido internacional con la Selección de fútbol de los Países Bajos. Debutó en noviembre de 2001 contra Dinamarca en un empate a 1. Tras este jugó otros tres encuentros.

## Clubes
| Club              | País         | Año       |
| ----------------- | ------------ | --------- |
| SBV Excelsior     | Países Bajos | 1994-1995 |
| Feyenoord         | Países Bajos | 1995-1998 |
| Coventry City     | Inglaterra   | 1998-1999 |
| Aston Villa       | Inglaterra   | 1999-2002 |
| Middlesbrough FC  | Inglaterra   | 2002-2008 |
| Hull City         | Inglaterra   | 2008-2010 |
| Skoda Xanthi      | Grecia       | 2010-2011 |
| Nottingham Forest | Inglaterra   | 2011-2012 |
| T-Team            | Malasia      | 2012-2013 |

## Palmarés

### Campeonatos nacionales
| Título     | Club             | País       | Año     |
| ---------- | ---------------- | ---------- | ------- |
| League Cup | Middlesbrough FC | Inglaterra | 2003/04 |